# Prélèvement forfaitaire libératoire
Pour les articles homonymes, voir PFL et PLF.
Le prélèvement forfaitaire libératoire (PFL) ou prélèvement libératoire forfaitaire (PLF) est, dans la fiscalité française, un prélèvement qu'un contribuable peut choisir à la place de l'impôt sur le revenu à barème progressif pour s'acquitter de l'impôt qu'il doit à raison des revenus de ses placements.
Il est forfaitaire car son taux ne dépend pas du revenu global du contribuable, et libératoire car il n'est pas intégré à l'impôt sur le revenu (mais le contribuable est tenu de le déclarer).
Il est fixé par type de placement.
Depuis la loi de finances 2013, cette option s'applique aux seuls foyers fiscaux touchant moins de 2000 € annuels d'intérêts.

## Taux
L'État français détermine son taux. Il a été successivement de :
- 16 % pour les revenus de 2004 à 2007 (impôts payés en 2005 à 2008)[1]
- 18 % pour les revenus de 2008 à 2010 (impôts payés de 2009 à 2011)[2].
- 19 % pour les revenus de 2011 (impôts payés en 2012), à la suite de la réforme des retraites en 2010[2].
- 24 % pour les revenus de placement à taux fixe 2012 et 21 % pour les dividendes (impôts payés en 2013), à la suite des mesures du plan d'austérité annoncées le 7 novembre 2011[3].

À noter qu'au prélèvement libératoire, s'ajoutent des prélèvements sociaux obligatoires, dont la contribution sociale généralisée (CSG), pour un taux global de 15,5 % au 30 juin 2012 portant le taux global d'imposition pour les revenus financiers à 39,5 % ou 36,5 %.

## Caractère optionnel du prélèvement libératoire
Le contribuable a le choix de demander que le prélèvement libératoire s'applique aux revenus de ses placements bancaires ou de demander que ses revenus soient intégrés dans l'assiette de calcul de son impôt sur le revenu (IRPP). La banque est dans l'obligation de lui demander son choix lors de l'ouverture par le client d'un compte.
De ce fait, le contribuable qui se trouve dans une tranche marginale d'imposition à l'IRPP supérieure au taux du prélèvement libératoire aurait plutôt intérêt à choisir celui-ci pour l'imposition de ses revenus de placements bancaires ; toutefois cette donnée doit être relativisée dans la mesure où il existe certains avantages (abattement de 40 % sur les dividendes d'actions par exemple) en cas d'option pour le barème, avantages non applicables en cas de prélèvement forfaitaire libératoire. Par ailleurs, la déclaration des revenus de ses placements bancaires à l'IRPP permet d'utiliser un crédit d'impôt, ce qui peut selon les cas compenser le taux d'imposition plus élevé. D'autres paramètres pouvant entrer en ligne de compte, un entretien avec un conseiller fiscal est vivement conseillé pour les contribuables concernés.
Par contre, le contribuable qui se trouve dans une tranche marginale d'imposition à l'IRPP inférieure au taux du prélèvement libératoire (c'est-à-dire actuellement la tranche à 0 % 5,5 % ou 14 %) aura lui systématiquement intérêt à intégrer ses revenus bancaires dans l'assiette de calcul de son imposition sur le revenu.
À noter que l'option pour le prélèvement forfaitaire libératoire est définitive une fois appliquée pour l'année en cours (c'est l'une des rares notions irrévocables en fiscalité française). Même si le contribuable se rend compte que son choix lui a été désavantageux, il lui est absolument impossible d'effectuer une réclamation en demandant à bénéficier de l'autre système en tout cas pour l'année en cours ou une année précédente. Le cas échéant il ne lui resterait plus qu'à prendre contact avec sa banque pour annuler (ou au contraire mettre en place) le prélèvement forfaitaire libératoire pour le 1er janvier suivant.

## Limitation
Le principe général du PFL est supprimé par la loi de finances 2013.
Les revenus financiers (dividendes, intérêts) sont soumis au barème progressif de l'impôt sur le revenu depuis le 1er janvier 2013.
Les institutions financières prélèvent un acompte de 21 % et 24 % sur les dividendes et intérêts perçus en 2013. Cet acompte est ensuite déduit l'année suivante de l’impôt sur le revenu dû.
Les foyers fiscaux ayant perçus moins de 2000 € annuels d'intérêts peuvent néanmoins continuer de bénéficier du PFL au taux de 24 % à condition d'en faire le choix lors de leur déclaration d’impôt sur les revenus.

## PFL et contrat d'épargne en assurance vie
Les revenus issus des contrats d'épargne en assurance vie restent soumis au PFL selon les règles suivantes :
- Pour les contrats souscrits avant 1983 : les revenus sont exonérés.
- Pour les contrats souscrits entre le 1er janvier 1983 et le 25 septembre 1997 : les revenus sont totalement ou partiellement exonérés selon la date des versements. L'assureur se charge de calculer le montant imposable des rachats.
- Pour les contrats souscrits après le 25 septembre 1997 le PFL s'applique en fonction de la date d'ouverture du contrat : le PFL sera donc de 35 % pour un contrat de moins de 4 ans, de 15 % pour un contrat situé entre 4 ans et 8 ans et de 7,5 % (si pas d'exonération applicable) pour un contrat de plus de 8 ans.

Cette spécificité des contrats d'assurance vie, en plus des avantages liés à la succession, explique en grande partie l'intérêt des Français pour ce type de placement pour des projets à moyens et longs termes.
Depuis le 1er janvier 2018, c'est la Flat Tax qui est désormais appliquée. Cette Flat tax - dont le taux est de 30 % - se décompose en 12,8 % de prélèvement libératoire forfaitaire unique, et de 17,2 % de prélèvements sociaux.